# Панамериканский чемпионат по дзюдо 2017
Панамериканский чемпионат по дзюдо 2017 года прошёл в городе Панама (Панама) 28 — 29 апреля.

## Медалисты

### Мужчины
| Категория               | Золото                     | Серебро                       | Бронза                        |
| ----------------------- | -------------------------- | ----------------------------- | ----------------------------- |
| Суперлёгкая (до 60 кг)  | Эрик Такабатаке · Бразилия | Ленин Прециадо · Эквадор      | Адонис Диас · США             |
| Суперлёгкая (до 60 кг)  | Эрик Такабатаке · Бразилия | Ленин Прециадо · Эквадор      | Яндри Торрес · Куба           |
| Полулёгкая (до 66 кг)   | Осниэль Солис · Куба       | Даниел Карнин · Бразилия      | Анхель Эрнандес · Мексика     |
| Полулёгкая (до 66 кг)   | Осниэль Солис · Куба       | Даниел Карнин · Бразилия      | Хуан Постигос · Перу          |
| Лёгкая (до 73 кг)       | Эдуардо Барбоса · Бразилия | Эдуардо Кастильо · Мексика    | Магдиэль Эстрада · Куба       |
| Лёгкая (до 73 кг)       | Эдуардо Барбоса · Бразилия | Эдуардо Кастильо · Мексика    | Александр Тёрнер · США        |
| Полусредняя (до 81 кг)  | Эдуардо Сантос · Бразилия  | Эммануэль Люсенти · Аргентина | Этьен Брианд · Канада         |
| Полусредняя (до 81 кг)  | Эдуардо Сантос · Бразилия  | Эммануэль Люсенти · Аргентина | Хорхе Мартинес · Куба         |
| Средняя (до 90 кг)      | Иван Сильва · Куба         | Колтон Браун · США            | Рафаэль Мацедо · Бразилия     |
| Средняя (до 90 кг)      | Иван Сильва · Куба         | Колтон Браун · США            | Виктор Очоа · Мексика         |
| Полутяжёлая (до 100 кг) | Хосе Арментерос · Куба     | Энди Гранда · Куба            | Пабло Апрахамиан · Уругвай    |
| Полутяжёлая (до 100 кг) | Хосе Арментерос · Куба     | Энди Гранда · Куба            | Леонардо Гонсалвес · Бразилия |
| Тяжёлая (свыше 100 кг)  | Алекс Мендоса · Куба       | Гектор Бермудес · Аргентина   | Фредди Фигуэроа · Эквадор     |
| Тяжёлая (свыше 100 кг)  | Алекс Мендоса · Куба       | Гектор Бермудес · Аргентина   | Руан Искуэрдо · Бразилия      |

### Женщины
| Категория              | Золото                      | Серебро                      | Бронза                                            |
| ---------------------- | --------------------------- | ---------------------------- | ------------------------------------------------- |
| Суперлёгкая (до 48 кг) | Паула Парето · Аргентина    | Эдна Каррильо · Мексика      | Кателин Буйсу · США                               |
| Суперлёгкая (до 48 кг) | Паула Парето · Аргентина    | Эдна Каррильо · Мексика      | Стефани Кояма · Бразилия                          |
| Полулёгкая (до 52 кг)  | Джессика Перейра · Бразилия | Лус Ольвера · Мексика        | Анджелика Дельгадо · США                          |
| Полулёгкая (до 52 кг)  | Джессика Перейра · Бразилия | Лус Ольвера · Мексика        | Экатерина Гуица · Канада                          |
| Лёгкая (до 57 кг)      | Джессика Климкейт · Канада  | Катрин Бошмен-Пинар · Канада | Марти Мэллой · США                                |
| Лёгкая (до 57 кг)      | Джессика Климкейт · Канада  | Катрин Бошмен-Пинар · Канада | Алюска Оеда · Куба                                |
| Полусредняя (до 63 кг) | Эстефания Гарсия · Эквадор  | Янка Паскоалино · Бразилия   | Анриквелис Барриос Международная федерация дзюдоA |
| Полусредняя (до 63 кг) | Эстефания Гарсия · Эквадор  | Янка Паскоалино · Бразилия   | Ханна Мартин · США                                |
| Средняя (до 70 кг)     | Юри Альвеар · Колумбия      | Келита Зупанчич · Канада     | Ольга Масферрер · Куба                            |
| Средняя (до 70 кг)     | Юри Альвеар · Колумбия      | Келита Зупанчич · Канада     | Эльвисмар Родригес Международная федерация дзюдоA |
| Полутяжёлая (до 78 кг) | Саманта Соарес · Бразилия   | Калиема Антомарчи · Куба     | Диана Бренес · Коста-Рика                         |
| Полутяжёлая (до 78 кг) | Саманта Соарес · Бразилия   | Калиема Антомарчи · Куба     | Лилиана Карденас · Мексика                        |
| Тяжёлая (свыше 78 кг)  | Беатрис Соуза · Бразилия    | Мелания Баланос · Мексика    | Нина Кутро-Кэлли · США                            |

## Медальный зачёт
| Место           | Страна                         | Золото | Серебро | Бронза | Всего |
| --------------- | ------------------------------ | ------ | ------- | ------ | ----- |
| 1               | Бразилия                       | 6      | 2       | 4      | 12    |
| 2               | Куба                           | 4      | 2       | 5      | 11    |
| 3               | Канада                         | 1      | 2       | 2      | 5     |
| 4               | Аргентина                      | 1      | 2       | 0      | 3     |
| 5               | Эквадор                        | 1      | 1       | 1      | 3     |
| 6               | Колумбия                       | 1      | 0       | 0      | 1     |
| 7               | Мексика                        | 0      | 4       | 3      | 7     |
| 8               | США                            | 0      | 1       | 7      | 8     |
| 9               | Международная федерация дзюдоA | 0      | 0       | 2      | 2     |
| 10              | Коста-Рика                     | 0      | 0       | 1      | 1     |
| 10              | Перу                           | 0      | 0       | 1      | 1     |
| 10              | Уругвай                        | 0      | 0       | 1      | 1     |
| Всего стран: 12 | Всего стран: 12                | 14     | 14      | 27     | 55    |

## Комментарий
A.↑  Анриквелис Барриос и Эльвисмар Родригес выступали не под флагом Венесуэлы, а под флагом Международной федерации дзюдо.